# Liste der palästinensischen Botschafter in Indien
Die Botschaft befindet sich in D 1/27, Vasant Vihar in Neu-Delhi.

## Geschichte
1936 wurde in Britisch-Indien ein Palästinatag gefeiert und Führer der indischen Unabhängigkeitsbewegung grüßten ihre Brüder im Völkerbundsmandat für Palästina.
1947, nach der indischen Unabhängigkeit war ein Vertreter der Regierung Jawaharlal Nehru Mitglied, des durch die Generalversammlung der Vereinten Nationen gebildeten UNSCOP.
1974 erkannte die Regierung Indira Gandhi, als erste nichtarabische Regierung, die Palästinensische Befreiungsorganisation als einzige Vertreterin des palästinensischen Volkes an.
Am 26. März 1980 räumte die Regierung Indira Gandhi dem Büro der PLO in Neu-Delhi diplomatische Anerkennung ein.
Die Regierung Rajiv Gandhi erkannte den Staat Palästina kurz nach dessen Proklamation in Algier am 15. November 1988 an.
Die Regierung H. D. Deve Gowda eröffnete 1996 eine Auslandsvertretung in Ramallah.
Im November 2007 nahm ein Vertreter der Regierung Manmohan Singh an der Annapolis Conference teil.
Am 7. Oktober 2008 hielt Manmohan Singh bei der Grundsteinlegung der palästinensischen Botschaft in Neu-Delhi eine Rede.
| Ernennung Akkreditierung | Botschafter                      | Bemerkungen | Präsident der Palästinensischen Nationalbehörde | akkreditiert während der Regierung von | Posten verlassen |
| ------------------------ | -------------------------------- | ----------- | ----------------------------------------------- | -------------------------------------- | ---------------- |
| 16. Apr. 2003            | Osama Musa Ali Musa              | [ 3 ]       | Jassir Arafat                                   | Atal Bihari Vajpayee                   |                  |
| 24. Sep. 2009            | Adli Shaban Hassan Sadeq         | [ 4 ]       | Abd al-Aziz Duwaik                              | Manmohan Singh                         |                  |
| 25. Sep. 2014            | Adnan Mohammed Jaber Abualhayjaa | [ 5 ]       | Abd al-Aziz Duwaik                              | Narendra Modi                          |                  |